# 테레자 슈타들로버
테레자 슈타들로버(독일어: Teresa Stadlober, 1993년 2월 1일~)는 오스트리아의 크로스컨트리 스키 선수이다. 2022년 동계 올림픽 여자 스키애슬론에서 동메달을 획득했다.